# Onobrychis aequidentata
Onobrychis aequidentata är en ärtväxtart som först beskrevs av James Edward Smith, och fick sitt nu gällande namn av D'urv. Onobrychis aequidentata ingår i släktet esparsetter, och familjen ärtväxter. Inga underarter finns listade i Catalogue of Life.

## Bildgalleri

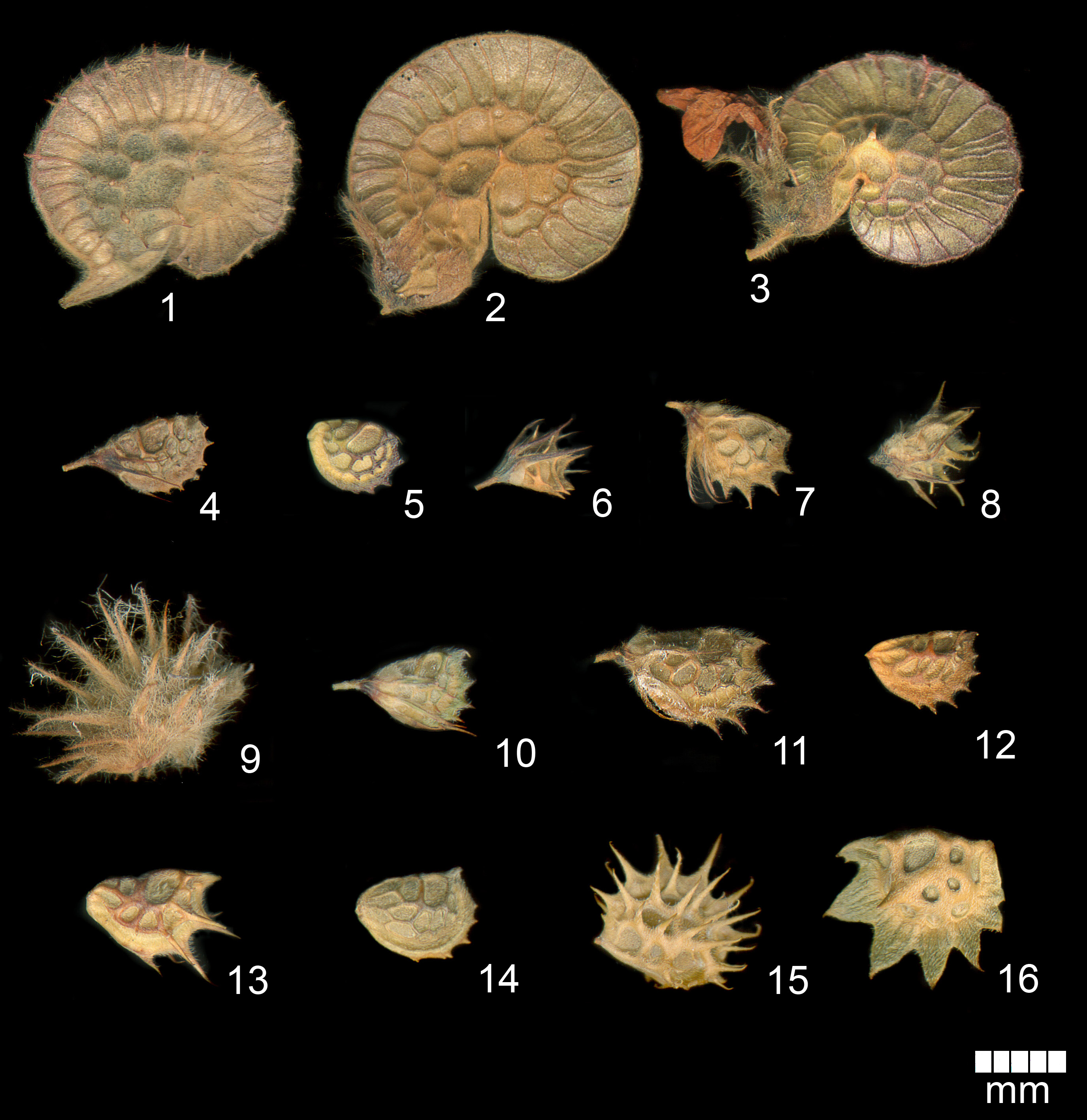